# Google Chat
Google Chat（旧称：Hangouts Chat）は、チームのためにダイレクトメッセージとチャットルームを提供する、Googleが開発したコミュニケーションソフトウェアである。競合のSlackやMicrosoft Teamsと同様に、グループメッセージ機能を持ち、Google Driveのコンテンツの共有などができる。Google Meetと合わせて、Google ハングアウトの代替となるアプリとなっている。Googleは2019年10月にGoogle ハングアウトを終了する計画だった。
当初はGoogle Workspace （2020年10月以前まではG Suiteと呼ばれていた）の顧客のみが利用できた。BasicパッケージではVaultによるデータ保持機能がないことを除いて、すべてのパッケージで同じ機能を備えていた。しかし、2020年10月、GoogleがGoogle ハングアウトの正式に廃止された後、早くも2021年にGoogle Chatを一般ユーザーに公開する計画を発表し 、Chatは2021年2月に「早期アクセス」で一般ユーザーのアカウントにロールアウトを開始した。ハングアウトは、標準のGoogleアカウントを使用するユーザー向けのコンシューマーレベルの製品であり続ける。ハングアウトの代わりに使用することを選択したユーザーは、Google Chatを「早期アクセス」サービスとして2021年4月までに完全に無料で利用できるようになった。
2021年4月までに、Google Chatは、ハングアウトの代わりに使用することを選択したユーザー向けに、「早期アクセス」サービスとして完全に無料で利用できるようになった。

## 歴史

以前の Google Chat ロゴは 2023 年 12 月まで使用された。

Google Chatは、ブランド名が変更される前はHangouts Chatと呼ばれていた。ブランド変更後、Hangouts Meetの同様の変更に伴い、HangoutsブランドはGoogle Workspaceから削除される予定である。Google Meetは、元のハングアウトアプリケーションをアップグレードするために上記の機能を導入したが、参加者の表示とチャットの同時実行など、一部の標準のハングアウト機能は廃止された。一度に許可されるビデオフィードの数も8つに減り（「タイル」レイアウトで最大4つのフィードを表示できる）、最近マイクを使用した参加者を優先して表示するようになった。さらに、チャットボックスなどの機能は、ビデオフィードのサイズを変更するのではなく、ビデオフィードをオーバーレイするように変更された。